# Волгина, Наталья Анатольевна
Волгина Наталья Анатольевна — доктор экономических наук, профессор кафедры международных экономических отношений (экономический факультет РУДН).

## Биография
- 1983: окончила с красным дипломом экономический факультет МГУ им. М. В. Ломоносова по специальности «политическая экономия»
- 1992: защитила диссертацию на соискание ученой степени кандидата экономических наук по теме «Внешнеэкономические связи Великобритании с развивающимися странами Африки»[2]
- 2010: защитила диссертацию на соискание ученой степени доктора экономических наук по теме «Международное производство в России: тенденции и перспективы»[3][4]
- 1992—1994: старший научный сотрудник Института Африки РАН
- 1996—2012: заместитель декана экономического факультета РУДН
- 1998—2017: заместитель главного редактора Вестника РУДН, серия Экономика[5]
- 2014—2018: член Экспертного совета ВАК Министерства образования и науки Российской Федерации по экономической теории, финансам и мировой экономике
- 2017 — по наст. время: член редакционного совета «International Journal of Economic Policy in Emerging Economies» (London, SCOPUS)

## Преподавание
- читает курс «Экономика и организация внешнеэкономической деятельности» для бакалавров экономического факультета и Института мировой экономики и бизнеса
- читает курс «Экономика и управление внешнеэкономической деятельностью» для студентов, обучающихся по программе «Мастер делового администрирования» в Школе бизнеса Института мировой экономики и бизнеса
- читает курс «Международная экономика» для магистров экономического факультета
- читает спецкурс «Трансграничные цепочки стоимости и международная фрагментация производства» для бакалавров экономического факультета
- читает курс «Трансграничные цепочки стоимости и международная фрагментация производства» для магистров экономического факультета
- читает курс «International Economics and Globalisation» для магистров Университета София-Антиполис (Ницца, Франция)
- под руководством Волгиной Н. А. подготовлены и успешно защищены 10 диссертаций на соискание ученой степени кандидата экономических наук

## Наука
Сфера научных интересов связана с изучением деятельности транснациональных корпораций (ТНК) в мировой экономике и мировой торговле, международного производства и формирования глобальных цепочек создания стоимости.

## Участие в научных проектах
- 2017: JEAN MONNET MODULES, проект «Good governance, strong democratic institutions, rule of law: prerequisites for investing in innovation»
- 2016—2017: Министерство образования и науки РФ «Статистика образования в странах БРИКС: мониторинг национальных образовательных систем»; часть 5.1 «Первичные статистические данные для сравнения национальных образовательных систем стран БРИКС»
- 2011—2004: Инновационный проект развития образования, координируемый НФПК (Россия) и финансируемый Мировым банком «Улучшение системы экономического образования в РУДН» (вице-координатор проекта)

## Ключевые слова
ТНК, прямые иностранные инвестиции, международное производство, глобальные цепочки создания стоимости, Россия

## Список публикаций
По итогам научных исследований опубликовано более 100 научных работ, в том числе:
1. Монографии
- Волгина Н. А. Великобритания и Африка в 80-е-начале 90-х годов: современные тенденции внешнеэкономических связей — М. : Изд-во Рос. ун-та дружбы народов, 1997. — 143 с. ISBN 5-209-00874-6[6]
- Волгина Н. А. Международное производство: особенности тенденции перспективы — М.: РУДН, 2008. — 221 с. — ISBN 978-5-209-03021-8
- Волгина Н. А. Международное производство в России: тенденции и перспективы — Lambert Academic Publishing, 2011.
- Писарева С. С., Волгина Н. А. Цепочки стоимости в автомобилестроении стран Центральной и Восточной Европы: опыт для России — Москва : КНОРУС, 2018. — 184 с. ISBN 978-5-406-06257-9[7]

2. Главы в монографиях:
- Волгина Н. А. Kyrgyzstan: The Transition to a Modern Market Economy // Central Asia; Political and Economic Challenges in the Post-Soviet Era. — London: Saqi Books, 2001. — P. 252—270
- Волгина Н. А. Международное производство и глобальные цепочки создания стоимости: возможности для интеграции российских фирм // Интеграция России в мировую экономику. — М.: Российский университет дружбы народов, 2007. — С. 224—249.
- Волгина Н. А. Эволюция международного производства и возможности стран для интеграции в мировую экономику // Интеграция России в мировую экономику. — М.: Российский университет дружбы народов, 2009. — С. 62-88.
- Волгина Н. А. International production in Russian oil and gas industry // La théorie économique modern et la reformation de l’économie russe. — Moscou-Nice: Экономика, 2010. — P. 199—203.

3. Учебник
- Волгина Н. А. Международная экономика: Учебное пособие — М.: Эксмо, 2006. — 736 с. ISBN 5-699-17341-2
- Волгина Н. А. Международная экономика: учебное пособие — 2-е изд., перераб. и доп. — М.: Эксмо, 2010. — 479 с. ISBN 978-5-699-35367-5

4. Статьи, в том числе:
- Волгина Н. А. Эклектическая парадигма международного производства // Вестник Российского университета дружбы народов. Серия Экономика. — 2003. — № 1 (9). — С. 33-45.[8]
- Волгина Н. А. Возможности теоретического объяснения процессов внутриотраслевой торговли // Вестник Российского университета дружбы народов. Серия Экономика. — 2004. — № 1 (10). — С. 22-33.[9]
- Волгина Н. А. FDI Inflows to Russia: Implications for Sustainable Development // Journal of Management and Sustainable Development. Bulgaria, Sofia, University of Forestry. — 2007. -№ 2. Volume 7. — P. 50-56.[10]
- Волгина Н. А. Международное производство, ТНК и прямые иностранные инвестиции: взаимосвязь понятий // Вестник Российского университета дружбы народов. Серия Экономика. — 2007. — № 2. — С. 16-25.[11]
- Волгина Н. А. Foreign companies entering Russian retail market Selected Papers of the 5lh International Scientific conference «Business and Management 2008». Vilnius, Lithuania, May 16-17, 2008. Vilnius: Technika. — 2008. — P. 327—333 (WoS).
- Волгина Н. А. Позиции ТНК в розничной торговле России // Вестник Российского университета дружбы народов. Серия Экономика. — 2009. — № 2. — С. 5-15.[12]
- Волгина Н. А. Промышленная политика в автомобилестроении России: возможности для его интернационализации // Сегодня и завтра и российской экономики. — 2009. — № 29(6). — С. 178—182.[13]
- Волгина Н. А. Генезис международного производства // Экономические науки. — 2009. — № 9 (58). — С. 364—367.[14]
- Волгина Н. А. Зарубежные ТНК в нефтегазовом секторе России // Вестник Томского государственного университета. — 2009. — № 329. С. 155—160.[15]
- Волгина Н. А. Международное производство в России: возможные эффекты от создания межфирменных связей // TRENDS: Economics and management. Czech Republic, Brno University of Technology, Faculty of Business and Management. — 2009. — Vol. III. Issue 5. — P. 65-71.[16]
- Волгина Н. А. International production in Russian retailing Economics and management // Kaunas University of Technology. — 2012. — No 17 (1). — P. 250—256.[17]
- Волгина Н. А. Государственные ТНК на мировом рынке прямых иностранных инвестиций: современные тенденции // Вестник Российского университета дружбы народов. Серия Экономика. — 2015. — № 1. — С. 57-71.[18]
- Волгина Н. А. Особенности глобальных цепочек стоимости в автомобильной промышленности // Вестник Российского университета дружбы народов. Серия Экономика. — 2015. — № 2. — С. 36-48.[19]
- Волгина Н. А. Russian Capital in Latvia: Trends and Perspectives // Вестник Российского университета дружбы народов. Серия: Международные отношения. — 2015. — № 2. — С. 121—132.[20]
- Писарева С. С., Волгина Н. А. Автомобилестроение в странах Центральной Восточной Европы: современные тенденции развития // Вестник Российского университета дружбы народов. Серия Экономика. — 2016. — № 1. — С. 18-26.
- Волгина Н. А. Макроэкономическая взаимозависимость в эпоху глобальных цепочек стоимости // Вестник Российского университета дружбы народов. Серия: Экономика. — 2016. — № 4. — С. 133—139.[21]
- Волгина Н. А. Рецензия на монографию: Baldwin R.E. The Great Convergence: Information Technology and the New Globalization. Cambridge, Massachusetts: The Belknap Press of Harvard University Press, 2016. — 344 p. // Вестник Российского университета дружбы народов. Серия: Международные отношения. — 2017. — Т. 17. № 4. — С. 866—873.[22]
- Волгина Н. А. Глобальные цепочки стоимости, индустриализация и промышленная политика // ЭТАП: Экономическая Теория, Анализ, Практика. — 2017. — № 6. — С. 23-32.[23]